# NGC 5248
NGC 5248 (také známá jako Caldwell 45) je spirální galaxie v souhvězdí Pastýře vzdálená přibližně 50 milionů světelných let. Objevil ji britský astronom William Herschel v roce 1784. Na obloze se nachází u hranice se souhvězdím Panny, 10 stupňů jižně od hvězdy Muphrid (Eta Bootis) a je viditelná již středně velkým amatérským astronomickým dalekohledem. 
NGC 5248 tvoří spolu s UGC 8575 a UGC 8614 skupinu galaxií NGC 5248, která je součástí větší skupiny galaxií Panna III, patřící do Místní nadkupy galaxií.

## Struktura
NGC 5248 je hvězdotvorná galaxie se složitou strukturou. Dvě těsně navinutá spirální ramena začínají již ve vzdálenosti 75 parseků od jádra a můžeme je sledovat do vzdálenosti 225 parseků, kde přechází v oblast s prudkým vznikem hvězd.
Tato hvězdotvorná oblast se stále ještě nachází v centru galaxie a tvoří prstenec velmi hmotných mladých otevřených hvězdokup a galaktickou příčku o poloměru 375 respektive 1 600 parseků.
Dlouho se předpokládalo, že jde o jedinou galaktickou příčku. Ukázalo se ovšem, že tato galaxie má ještě druhou mnohem větší příčku s poloměrem 8,6 kiloparseků, která souvisí se spirální strukturou viditelnou na fotografiích a která způsobuje zvýšenou aktivitu ve vnější části spirálních ramen.